# Гайяр, Феликс
Феликс Гайяр д’Эме (фр. Félix Gaillard d'Aimé; 5 декабря 1919, Париж, — 10 июля 1970, побережье Джерси) — французский политик, премьер-министр Франции с 6 ноября 1957 до 13 мая 1958 года, деятель Радикальной партии, её лидер в 1958—1961 годах.

## Биография
Феликс Гайяр д’Эме родился 5 декабря 1919 года в городе Париже.
Во время Второй мировой войны принимал участие в Движении Сопротивления; работал в его финансовом комитете.
В 1946 году он был избран депутатом Национального собрания от департамента Шаранта. В период Четвёртой республики занимал различные министерские посты, в том числе министра экономики и финансов в 1957 году. Сразу после этого избран премьер-министром, самым молодым за всю историю Франции.
В марте 1958 года правительству Гайяра был вынесен вотум недоверия после бомбардировки тунисской деревни Сакиет-Сиди-Юссеф, приграничной с Алжиром, что вызвало трёхнедельный политический кризис.
В период Пятой французской республики стремился к объединению всех центристских партий.
Феликс Гайяр д’Эме трагически погиб 10 июля 1970 года в столкновении яхт у побережья Джерси.

## Правительство Феликса Гайяра, 6 ноября 1957 — 14 мая 1958
- Феликс Гайяр — председатель Совета Министров;
- Кристиан Пино — министр иностранных дел;
- Жак Шабан-Дельмас — министр вооружённых сил;
- Морис Буржес-Монури — министр внутренних дел;
- Пьер Пфлимлен — министр финансов, экономических дел и планирования;
- Поль Рибейр — министр торговли и промышленности;
- Поль Бакон — министр труда и социального обеспечения;
- Робер Лекур — министр юстиции;
- Рене Бильер — министр национального образования;
- Антуан Квенсон — министр по делам ветеранов и жертв войны;
- Ролан Боскари-Монссервен — министр сельского хозяйства;
- Жерар Жаке — министр по делам заграничной Франции;
- Эдуар Боннефуз — министр общественных работ, транспорта и туризма;
- Феликс Уфуэ-Буаньи — министр здравоохранения и народонаселения;
- Пьер Гаре — министр реконструкции и жилищного строительства;
- Макс Лежён — министр по делам Сахары.